# Bibliotecas Itinerantes da Fundação Calouste Gulbenkian
O Serviço de Bibliotecas Itinerantes (SBI) foi criado pela Fundação Calouste Gulbenkian em 1958, pelo diretor do serviço educativo José Raposo de Magalhães segundo sugestão de Branquinho da Fonseca e como seguimento ao projecto de uma biblioteca-circulante iniciado pelo mesmo em 1953 no Museu-Biblioteca do Conde Castro Guimarães, em Cascais, onde na altura exercia funções de conservador-bibliotecário. Almejava abranger todo o território nacional, incluindo os arquipélagos. Tinha como objectivos “promover e desenvolver o gosto pela leitura e elevar o nível cultural dos cidadãos, assentando a sua prática no princípio do livre acesso às estantes, empréstimo domiciliário e gratuitidade do serviço.” . O público a quem o serviço se dirigia era principalmente o de menor acesso à educação e cultura, habitando nas regiões mais desfavorecidas e  estendendo-se a todas as faixas etárias. Todavia seria entre público mais jovem que teria melhor acolhimento. Depois da morte de Branquinho da Fonseca o serviço passa a ser dirigido pelo escritor António Quadros. O programa foi extinto em 2002.

## História
A opção inicial por bibliotecas itinerantes foi motivada sobretudo pelo facto de grande parte das populações não terem tido antes contacto com este tipo de serviço, tornando-se essencial que a biblioteca se deslocasse até elas. O cerne deste serviço era o leitor e as suas efectivas necessidades, desde a falta de tempos livres à escassez de meios de deslocação. Por outro lado, devido ao valor material do livro, este era acessível, na época, apenas às classes mais favorecidas. Com os veículos móveis era possível chegar ao Portugal das aldeias e dos pequenos lugarejos de habitações dispersas.
Este serviço era em muitos casos o único contacto com os livros que se possibilitava a um elevado número de populações. Não disponibilizava apenas leitura lúdica (embora esta fosse a mais saliente) mas também leitura informativa e formativa, abarcando o maior número de temáticas possíveis e incluindo manuais de estudo oficiais. A escolha do fundo documental obedecia a critérios definidos por uma comissão e era publicado num catálogo actualizado regulamente. No acervo das obras disponíveis iam-se incluindo mesmo, embora lentamente e de forma reservada, algumas obras não muito do agrado dos dirigentes políticos do Estado Novo.

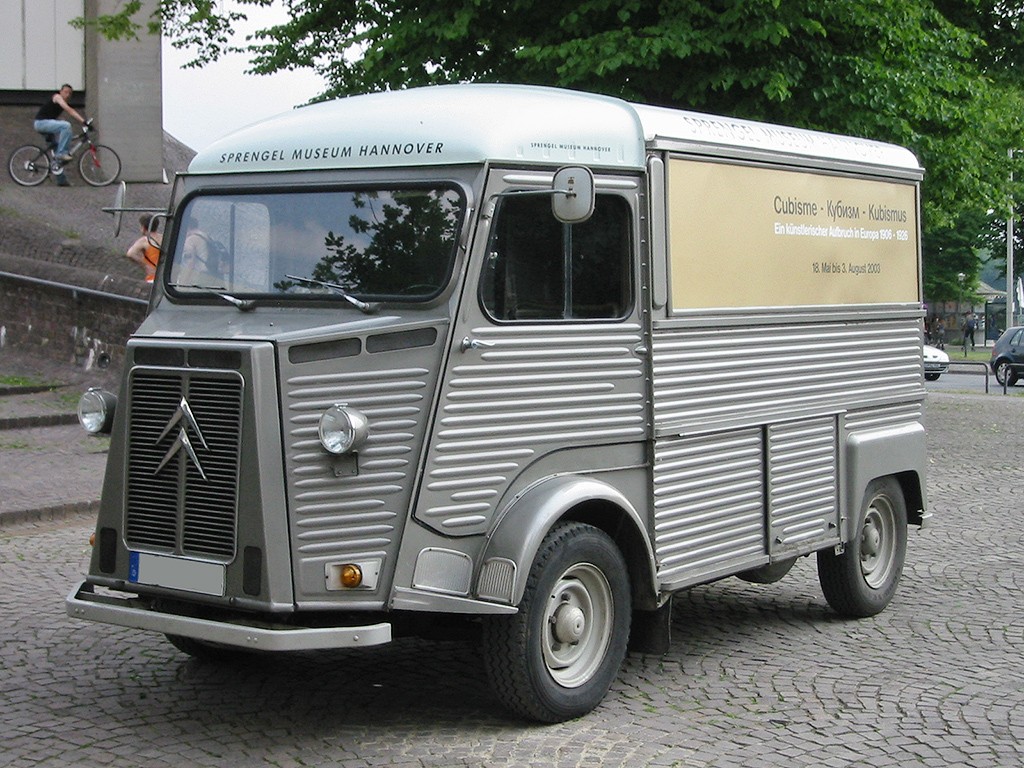
Citroën HY, Carrinha idêntica às usadas pelo S.B.I. da Gulbenkian

A princípio, em 1958, foram colocadas em circulação 15 bibliotecas itinerantes (sobretudo na região de Lisboa e litoral), mas o seu crescimento inicial foi deveras acentuado, sendo que em 1961 já circulavam pelo país (estendendo-se ao interior) 47 veículos da marca Citroën. O pessoal que assegurava o funcionamento destas unidades móveis, era constituído por dois elementos: o auxiliar e o encarregado, este último responsável pela biblioteca, a quem competia orientar o leitor nas suas escolhas de leitura.. O encarregado não necessitava de qualquer curso específico, nem sequer de ser diplomado, apenas precisando de ser alfabetizado, evidenciar alguma cultura geral, gosto pelo livro e predisposição para o contacto com o público. Entre eles incluíram-se grande número de intelectuais reconhecidos como Alexandre O’Neill ou Herberto Hélder.
A Fundação Calouste Gulbenkian estabeleceu parcerias com as autarquias, através das quais estas últimas cediam instalações para depósito dos livros e pontualmente contribuíam no pagamento de despesas, ao passo que a Fundação arcava com o grande ónus das expensas (fornecer o acervo de obras, o biblio-carro, pagar os honorário do pessoal, o combustível, despesas de manutenção e conservação, etc). A Gulbenkian substituia-se assim ao Estado ao criar uma rede de bibliotecas, até porque o Estado não estava muito interessado na formação de cidadãos plenamente esclarecidos e informados.
A partir do início da década de 70 o projecto Serviço de Bibliotecas Itinerantes vê a sua sustentação fragilizada no seio da Gulbenkian, pois esta pretendia que as despesas (bastante elevadas e com um 'retorno' algo dúbio) fossem repartidas com o poder central e local. A 20 de Fevereiro de 1974 chegou mesmo a haver uma reunião onde se discutiu a extinção do serviço. Contudo, com a eclosão do 25 de Abril, a situação mudou radicalmente e o serviço manteve-se, sofrendo algumas reestruturações.
No período de 1981 a 1996 em que David Mourão-Ferreira foi director do Serviço de Bibliotecas Itinerantes, foram enfatizadas a animação da leitura e a difusão literária e cultural e reforçadas as actividades de promoção da leitura e dos livros (exposições, debates, encontros com autores, leitura de contos e poesia, etc.) nas bibliotecas Gulbenkian. Em 1983 o S.B.I. foi renomeado S.B.I.F. (Serviço de Bibliotecas Itinerantes e Fixas da Fundação Calouste Gulbenkian). David Mourão-Ferreira foi um defensor da manutenção do projecto das bibliotecas Gulbenkian, pois entendia que a proposta lançada pelo I.P.L.L. não era uma alternativa completa, dado não cobrir então todo o país (excluía as regiões autónomas) e por não ter um serviço de unidades itinerantes.”.
A implementação gradual do Programa Nacional de Leitura Pública, a partir de 1987, que visava a construção de bibliotecas de feição mais moderna de acordo com os princípios de Manifesto da UNESCO contribuiu para o decréscimo progressivo do número de efectivos da SBIF que se vinha registando desde o início da década da década, sobretudo dos móveis, que rapidamente se extinguiram. Por outro lado muitas das novas biblioteca da Rede Nacional de Leitura Pública começaram a integrar o serviço de biblioteca itinerante. Contudo em muitos dos casos a gradual ausência das bibliotecas itinerantes da Gulbenkian das povoações, não foi colmatada pelos novos serviços móveis, sobretudo nos povoados mais periféricos. 
Em 1993 o S.B.I.F. passava a S.B.A.L. (Serviço de Bibliotecas e Apoio à Leitura).
Em 19 de Dezembro de 2002 o projeto foi definitivamente extinto.

## Ligações Externas
- Directório de Bibliotecas Itinerantes Portuguesas
- Nunca mais os livros fizeram tantos quilómetros, por Rita Neves Costa, Observador, 9 Julho 2016
- Site dedicado às Bibliotecas itinerantes
- Bibliotecas em movimento: as bibliotecas móveis em Portugal, apresentação de Rui Manuel Neves, com imagens